# Włoszczowice
Włoszczowice – wieś w Polsce, położona w województwie świętokrzyskim, w powiecie pińczowskim, w gminie Kije.
| SIMC    | Nazwa       | Rodzaj     |
| ------- | ----------- | ---------- |
| 0243180 | Brzyska     | przysiółek |
| 0243197 | Leśniczówka | część wsi  |
| 0243205 | Piaski      | przysiółek |
| 0243211 | Sadzawka    | część wsi  |
| 0243228 | Samorzątki  | przysiółek |
| 0243263 | Siedliska   | przysiółek |
| 0243234 | Struga      | część wsi  |
| 0243270 | Wólka       | przysiółek |
| 0243240 | Zagonie     | część wsi  |
| 0243257 | Zawsie      | część wsi  |

Włoszczowice były wsią klasztoru klarysek krakowskich w województwie sandomierskim w ostatniej ćwierci XVI wieku.
21 stycznia 1864 r. we Włoszczowicach miała miejsce potyczka Powstania Styczniowego. Powstańcami dowodził major Rumowski (Wagner).  W latach 1975–1998 miejscowość administracyjnie należała do województwa kieleckiego.
We wsi znajduje się: stacja kolejowa, jednostka Ochotniczej Straży Pożarnej oraz Ludowy Zespół Sportowy Włoszczowice.